# El texano afortunado
El texano afortunado, también escrito como El tejano afortunado —cuyo título original es The Lucky Texan— es un mediometraje estadounidense de 1934 protagonizado por John Wayne y producido por la compañía Lone Star. Es uno de los numerosos westerns de bajo presupuesto que este actor interpretó durante la década de 1930 y el tercero de los ocho que se había comprometido a realizar con la productora.

## Sinopsis
Cumpliendo el último deseo de su difunto padre, Jerry Mason se traslada al pueblo donde vive el viejo Jake «Grany» Benson para trabajar con él. Como Benson canceló su negocio de ganado debido a los cuatreros, deciden fundar una herrería. Trabajando en ella, y por un golpe de suerte, descubren que hay oro en el lecho de un río cercano. Sin registrar la concesión, ambos socios explotan en secreto el filón y obtienen importantes beneficios. Sin embargo, el comprador del oro, un tal Harris, es precisamente el cuatrero que robó el ganado a Benson. Junto con su compinche Cole decide hacerse con el rancho de Benson y con el yacimiento de oro.
Justamente el día que vuelve al pueblo la nieta de Benson —Betty— Harris y Cole estafan al abuelo y le hacen firmar un contrato de compraventa del rancho haciéndole creer que se trata de un simple recibo por el pago del oro. Además, a continuación, Al Miller, el hijo del sheriff, hiere y roba al banquero del pueblo después de que Benson haya depositado su dinero en el banco. Las sospechas recaen en Benson, que es detenido de inmediato. Sin embargo, la ostentación de dinero que hace Miller permite a Jerry demostrar su culpabilidad y que sea detenido.
Posteriormente, Harris y Cole asaltan a Benson para exigirle que confiese dónde está el filón de oro. Cuando este intenta escapar, Harris le dispara y le deja por muerto. Después intentan hacer valer el contrato de compraventa con Jerry. Gracias al aviso de su perra, Jerry localiza a su socio, quien solo está levemente herido. Enterado del complot, decide que Benson permanezca oculto en el rancho mientras él va al pueblo para registrar la concesión minera. Una vez allí, los dos bandidos le acusan de haber asesinado a Benson para quedarse con su oro, y es detenido. Sin embargo, a través de Betty, puede enviar un mensaje a su socio para que este acuda a la vista preliminar que se celebrará a la mañana siguiente.
Benson acude al juzgado disfrazado de mujer y sin que nadie le reconozca. Antes de que comience la vista, revela su identidad y acusa a los bandidos de haber intentado asesinarle. Estos escapan por la ventana y se desarrolla una persecución tras la que Jerry reduce a Cole y Benson a Harris. Ambos quedan dueños del filón aurífero y Jerry se casa con Betty.

## Personajes e intérpretes

### Reparto
| Actor           | Rol                  |
| --------------- | -------------------- |
| John Wayne      | Jerry Mason          |
| Barbara Sheldon | Betty Benson         |
| Lloyd Whitlock  | Harris               |
| George Hayes    | Jake «Grandy» Benson |
| Yakima Canutt   | Joe Cole             |
| Ed Parker       | Al Miller            |
| Gordon Demaine  | El banquero Williams |
| Earl Dwire      | El sheriff Miller    |

### El héroe

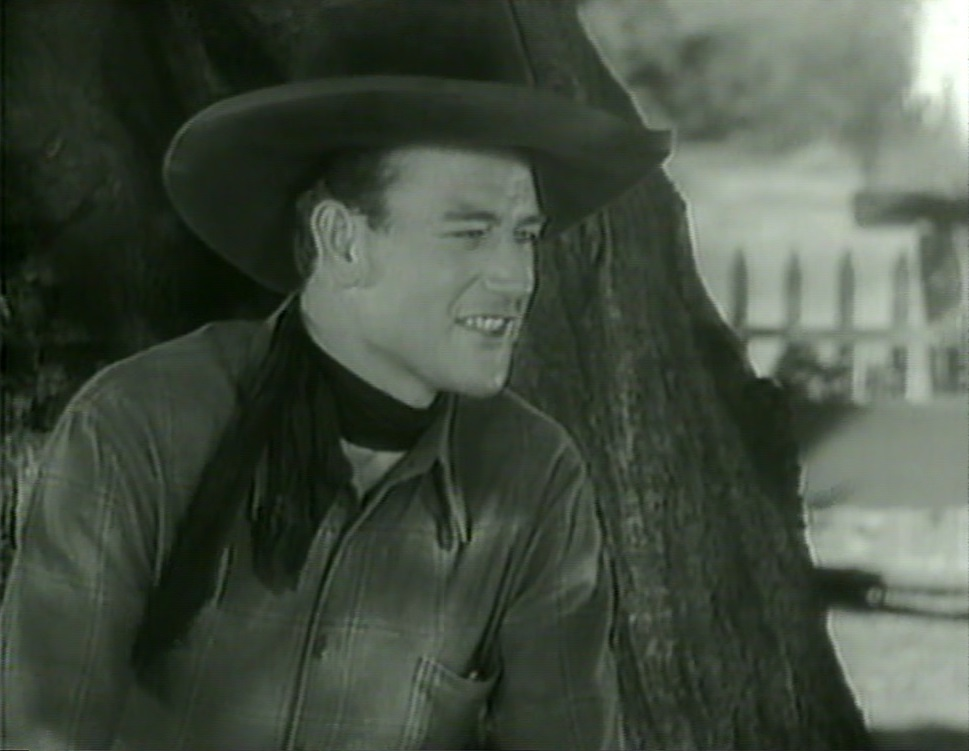
El trabajo de John Wayne estaba basado en sus aptitudes físicas.

Pocos días después de contraer matrimonio en junio de 1933, John Wayne firmó un contrato con Monogram Pictures Corporation para protagonizar ocho westerns de bajo presupuesto a través de Lone Star Productions. El texano afortunado fue la tercera película de la serie.
No había muchas oportunidades para la interpretación en Lone Star, así que el trabajo de Wayne era esencialmente físico. Era habitual que el actor tuviera algún rasgo de humor ingenuo en estos filmes. Aquí tiene lugar, por ejemplo, cuando Jerry ayuda a Benson a extraer su antiguo vestuario teatral y se coloca incorrectamente un polisón.
Si en su anterior película los críticos se habían limitado a resaltar su atractivo físico, ahora admitieron que era bastante bueno. Quizá los westerns de serie B no proporcionaban prestigio, pero iban moldeando la carrera de Wayne.

### La heroína
Muchas de las películas de la serie de Wayne con Lone Star terminaban en matrimonio o en promesa de matrimonio. Como el enlace acababa con la posibilidad de nuevos romances, muchas veces solo se insinuaba la relación del héroe con la chica, dejando abierta la posibilidad de una nueva relación en otro filme. Es curioso que aunque el equipo de actores solía repetir, las actrices que encarnaban a la heroína cambiaban constantemente. El tejano afortunado termina con boda, pero esta resulta algo incompleta debido a que el fotógrafo renuncia a realizar el retrato oficial.
Barbara Sheldon no era una actriz especialmente atractiva. Además, su papel era poco lucido. No solo tardaba bastante tiempo en incorporarse a la acción, sino que tenía muy poca participación en ella.

### El cerebro criminal
Era habitual en este tipo de películas que el villano se ocultase bajo la apariencia de la legalidad. Los abogados y similares no solían ser personas de confianza. Así sucede con Harris, encarnado por Lloyd Whitlock, que regenta la oficina en la que se analiza y tasa el oro pero utiliza dicha actividad para encubrir sus actividades ilícitas. Para apropiarse el rancho de Benson no duda en engañarle pasándole a la firma un documento de venta haciéndole creer que se trata de un mero recibo por el pago del oro. Benson firma porque confía en la ley.

### El socio

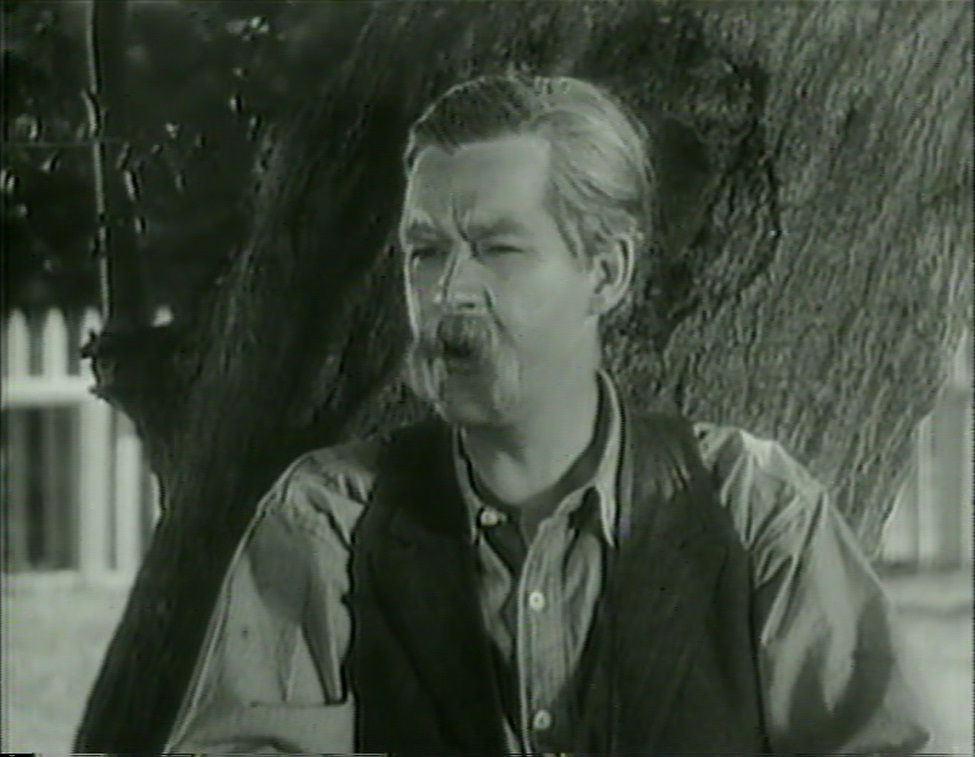
George Hayes realizó su primer papel de acompañante cómico.

George Hayes —que ya había intervenido en Jinetes del destino— encarna al socio del héroe. Habituado a interpretar papeles de villano en Lone Star, en esta película ensayó por primera vez el rol de comparsa cómico que tan popular le haría durante más de dos décadas. Usó ya la voz de «Gabby», aunque no se vistió y maquilló todavía como luego lo haría para componer este estereotipo. Pese a que el título del filme no parece tener ninguna relación con su contenido, si hay alguien afortunado es el personaje que él encarna, ya que no solo encuentra oro sino que consigue salvar la vida en dos situaciones comprometidas. Al final del filme ofrece una alocada actuación travestido como una dama de mediana edad.

### El esbirro
Yakima Canutt encarna a Cole, un papel secundario pero de mayor relevancia que los desempeñados en Jinetes del destino y El camino de Sagebrush. Él y Wayne habían vuelto a coincidir en Lone Star y entablaron una gran amistad. Entre otras habilidades, Canutt enseñó a Wayne a pelear. Antes de ellos, actores y especialistas simulaban peleas que parecían riñas de colegiales. Canutt y Wayne actuaron de forma mucho más realista. En lugar de golpearse en los hombros, simulaban dar un puñetazo en la mandíbula, pero fallando por unos centímetros. Lo acertado de la elección de los encuadres y del montaje hacían que pareciera que realmente se golpeaban. Además, en su faceta de especialista dobló a Wayne y a otros actores en varias secuencias de mérito.

### Elsheriff
El veterano Earl Dwire también había intervenido en Jinetes del destino. En esta ocasión encarna al sheriff del lugar, un hombre honrado cuya integridad se ve puesta a prueba cuando se ve obligado a detener a su propio hijo por haber atracado el banco. En cierto modo, sirve de contrapunto a la deshonestidad del villano Harris, que oculta su criminal actividad bajo el manto de la ley.

## Equipo técnico
Al igual que Jinetes del destino, El texano afortunado fue dirigida por Robert N. Bradbury. El director colaboró en la realista filmación de las peleas entre Wayne y Yakima Canutt aprendiendo que una adecuada colocación de la cámara hacía parecer que el puñetazo alcanzaba el rostro del contrincante. Este nuevo método fue pronto utilizado en todas las películas. También usa su característica forma de enlazar secuencias que trasladan a los personajes de un lugar a otro mediante un rapidísimo barrido de la cámara a través del paisaje.
El director de fotografía fue de nuevo Archie Stout, a quien el productor Paul Malvern consideraba el mejor fotógrafo de exteriores.

## El resultado

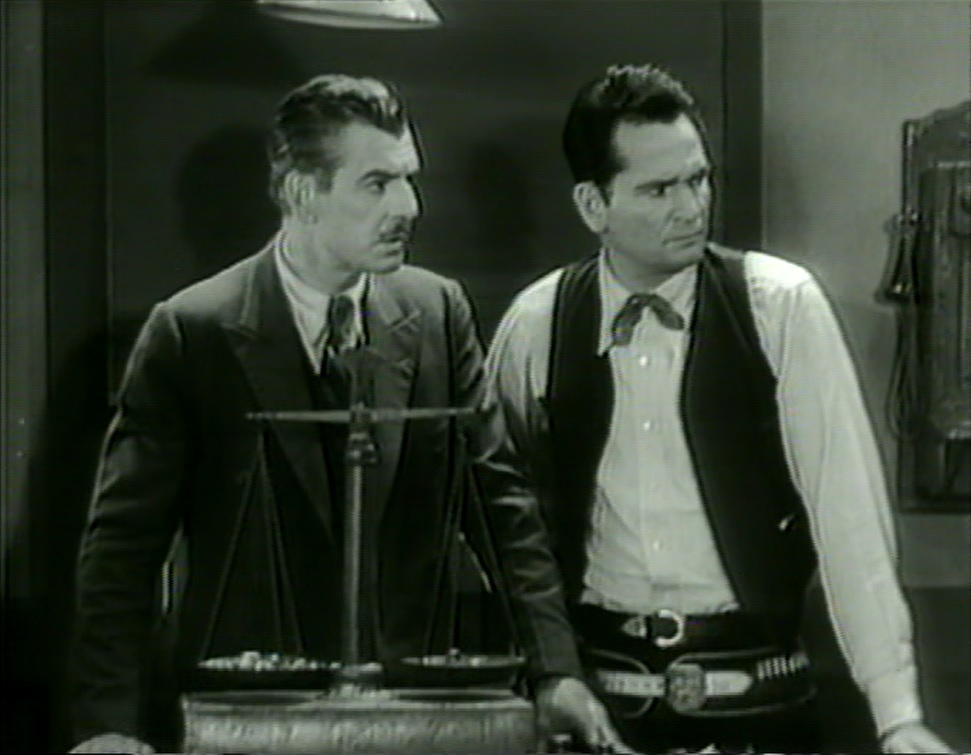
Lloyd Whitlock y Yakima Canutt encarnaron a los villanos. El segundo, además, fue un imprescindible especialista.

Aunque realizado en 1933, el filme fue estrenado el 22 de enero de 1934. Las persecuciones son algo atípicas. Cuando Jerry persigue al hijo del sheriff, falla al saltar desde el caballo y debe continuar a pie. Para ello, esquía rápidamente con ayuda de un tronco a través de una canalización de agua de pronunciada pendiente hasta conseguir alcanzar al atracador. En la persecución final, el héroe galopa sobre su blanco caballo, pero su socio utiliza un desvencijado automóvil y los villanos una carretilla ferroviaria. Aunque las películas de serie B no solían ser muy respetuosas con la Historia, quizá esta licencia convierta a El tejano afortunado en la más atrevida en cuanto a la realización de saltos temporales.
Puesto que Canutt doblaba habitualmente a Wayne en las cabalgadas, ocurría muchas veces que el Canutt especialista que doblaba a Wayne perseguía al propio Canutt actor. En la persecución final se produjo una extraña situación. El productor Paul Malvern olvidó contratar a otro especialista para doblar la escena en la que Jerry salta desde el caballo hasta la carretilla ferroviaria en la que huyen los villanos. Si Canutt doblaba a Wayne, no podría interpretarse a sí mismo sobre la carretilla. Ambos actores solucionaron el problema intercambiándose las ropas. De esta forma, Canutt dobló a Wayne saltando del caballo, mientras Wayne doblaba a Canutt sobre la carretilla. Después volvieron a intercambiar sus ropas y continuaron interpretando cada uno su propio papel.
Como las otras películas de la serie, es un filme modesto realizado por obreros de la cinematografía. La economía de medios se aprecia en la secuencia en la que Yakima Canutt intenta agarrar a un burro y se ve superado por el animal, ya que es posible oír al fondo las risas del equipo. Pese a su bajo presupuesto y apresurado rodaje, está considerado como uno de los títulos más interesantes de Lone Star.